# Bohemian Grove

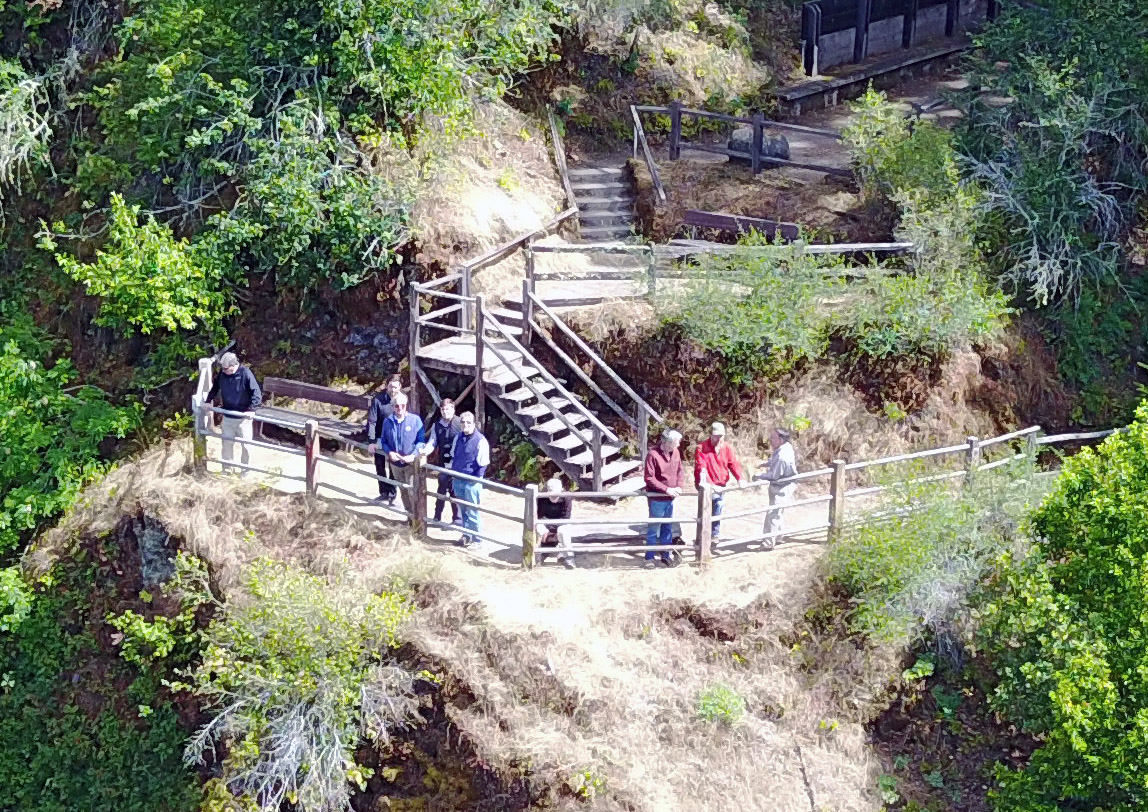
Bohemian Grove-medlemmar under Spring Jinx Encampment.

Bohemian Grove är en campingplats på 1100 hektar i Monte Rio i Kalifornien i USA, som tillhör den privata herrklubben Bohemian Club. 
I mitten av juli varje år är Bohemian Grove värdplats för ett mer än två veckor långt läger för några av de rikaste och mäktigaste männen i världen.
Ingen kvinna har någonsin blivit medlem i klubben, men fyra kvinnor har utsetts till hedersmedlemmar. Senast Ina Coolbrith, som dog 1928.
Bland klubbens nuvarande och tidigare medlemmar finns George H.W. Bush, George W. Bush, Dick Cheney, Clint Eastwood, Dwight D. Eisenhower, Gerald Ford, Henry Kissinger, Jack London, Colin Powell, Ronald Reagan, David Rockefeller, Nelson Rockefeller, Theodore Roosevelt, Donald Rumsfeld, och Mark Twain.